# Ningbingia australis
Ningbingia australis é uma espécie de gastrópode  da família Camaenidae.
É endémica da Austrália.